# Artabotrys grandifolius
Artabotrys grandifolius este o specie de plante angiosperme din genul Artabotrys, familia Annonaceae, descrisă de George King. Conform Catalogue of Life specia Artabotrys grandifolius nu are subspecii cunoscute.